# Gołdap (district)
Gołdap (Pools: powiat gołdapski) is een Pools district (powiat) in de Poolse provincie Ermland-Mazurië. Het district heeft een oppervlakte van 771,93 km² en telt 27.353 inwoners (2014). Gołdap (Duits: Goldap) is de enige stad.
Stadsdistricten:
Elbląg · Olsztyn

Districten:
Bartoszyce · Braniewo · Działdowo · Elbląg · Ełk · Giżycko · Gołdap · Iława · Kętrzyn · Lidzbark Warmiński · Mrągowo · Nidzica · Nowe Miasto Lubawskie · Olecko · Olsztyn · Ostróda · Pisz · Szczytno · Węgorzewo

Grootste steden:
Bartoszyce · Działdowo · Elbląg · Ełk · Iława · Giżycko · Kętrzyn · Mrągowo · Ostróda · Olsztyn · Szczytno